# Crivadiatherium
Crivadiatherium (nombre que en idioma griego significa "bestia de Crivadia") es un género extinto de mamífero embritópodo de la familia extinta Palaeoamasiidae. De este animal solo se han recuperado fragmentos de una mandíbula y dientes que se recuperaron en Crivadia, en la depresión de Hateg en Rumania. Los fósiles del animal datan de hace 48.6 hasta 37.2 millones de años, que sería desde el Eoceno Inferior hasta el Oligoceno Inferior, aunque los embritópodos aparecieron hace 45 millones de años. Los dientes de Crivadiatherium, en comparación con los de sus parientes como el embritópodo Palaeoamasia de Turquía y Arsinoitherium de Egipto, Libia, Angola, Etiopía y Omán muestran rasgos más primitivos, con los molares inferiores sin lóbulos y menos lofodontes. Es posible que Crivadiatherium viviera en ambientes lacustres, tal vez con antiguas plantas abrasivas. Crivadiatherium fue nombrado por Radulesco, Iliesco y Sudre.